# Damaliscus lunatus
El tsessebe común (Damaliscus lunatus) es un mamífero perteneciente a la familia Bovidae. Habita las sabanas y planicies inundables del norte de Botsuana, este de Angola, noreste de Namibia, Zambia, Zimbabue y sectores de Sudáfrica. Se encuentra regionalmente extinto en Mozambique. Anteriormente se incluía en una especie junto al topi y korrigum (Damaliscus korrigum), y el tsessebe de Bangweulu (Damaliscus superstes), las cuales se consideran especies separadas.

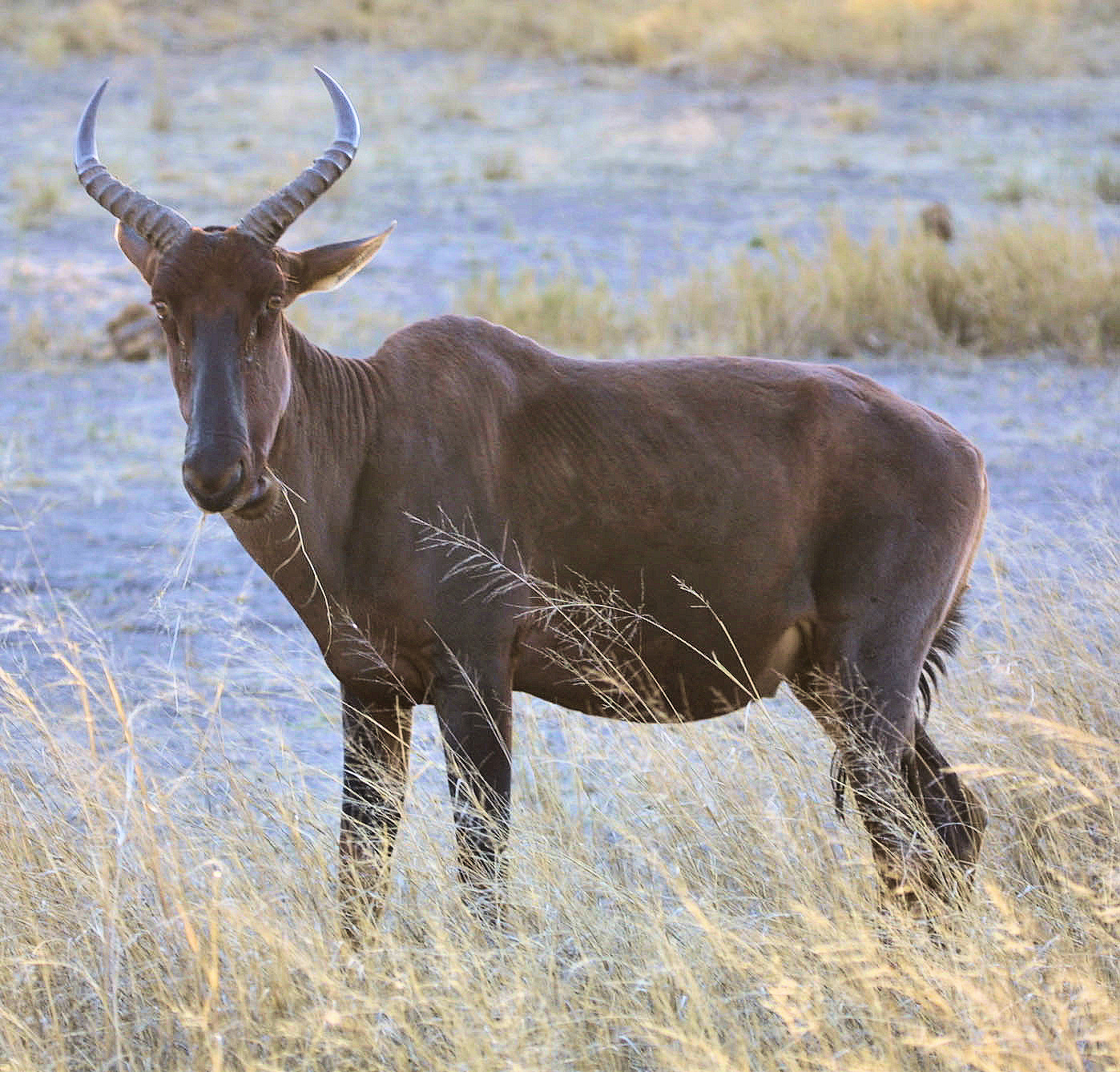
Tsessebe común en Botsuana

Es un bóvido de mediano tamaño, de cara muy alargada y orejas estrechas terminadas en pico. Pesan de 85-165 kg con una alzada de 1 m. ambos sexos tienen cuernos anillados y curvados casi hasta el extremo suavemente hacia atrás. Presentan forma de lira y su longitud es mediana, como máximo de 50-70 cm en ambos sexos. La coloración es parda rojiza, con áreas negruzcas en la parte superior de las patas y de tono blanco amarillento en la parte inferior. Una gran mancha negra va de la base de los cuernos hasta el hocico. Los jóvenes presentan un color arenoso. El pelaje es corto, suave y brillante. La cola es muy delgada, terminada en un mechón de pelo negro.
Vive en sabanas y praderas, preferentemente si están algo arboladas. Observa un régimen herbívoro y se alimenta de pasto. Tiende a concentrarse en las zonas con abundante comida y llegan a reunirse miles de ejemplares. En algunas áreas efectúan migraciones estacionales. Los machos ocupan territorios de extensión variable: desde pocas decenas de metros cuadrados hasta varios kilómetros cuadrados. Los marcan con orina y excrementos. 
Sus enemigos son el león, el leopardo, el guepardo, el licaón y las hienas; eventualmente, algún chacal puede atreverse con las crías. Ha sido intensamente cazado. La expansión de la agricultura y la caza furtiva han hecho disminuir mucho el número y distribución. Son capaces de sobrevivir gracias al dinero que proporciona la caza pues son unos animales muy delicados y no sobreviven fácilmente a las sequías. Aunque ha desaparecido de diversas zonas, todavía no está en peligro de extinción. 
Cuando se asusta, el tsessebe puede correr a una velocidad de 70 km/h y, a veces, incluso saltar sobre otro ejemplar para escapar del peligro.